# Sport aktuell (DDR)

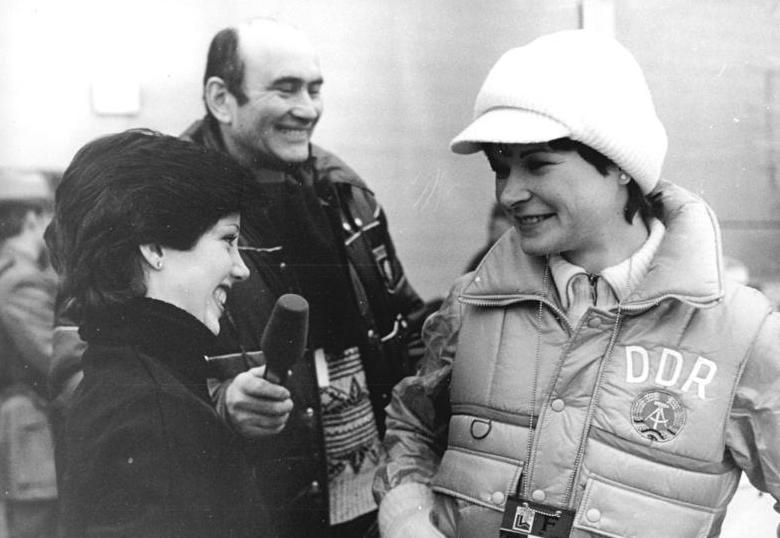
Die Weltmeisterin und die Vizeweltmeisterin im Eiskunstlaufen Linda Fratianne (USA/l.) und Anett Pötzsch (DDR/r.) geben Heinz-Florian Oertel vom DDR-Fernsehen ein Interview (1980)

Sport aktuell war eine Sportsendung im DDR-Fernsehen. Die Sendung wurde ab 1965 bis zur Abwicklung des DDR-Fernsehens Ende 1991 wöchentlich im Ersten Programm ausgestrahlt und gehörte zu den bekanntesten Standardsendungen des DDR-Fernsehens.

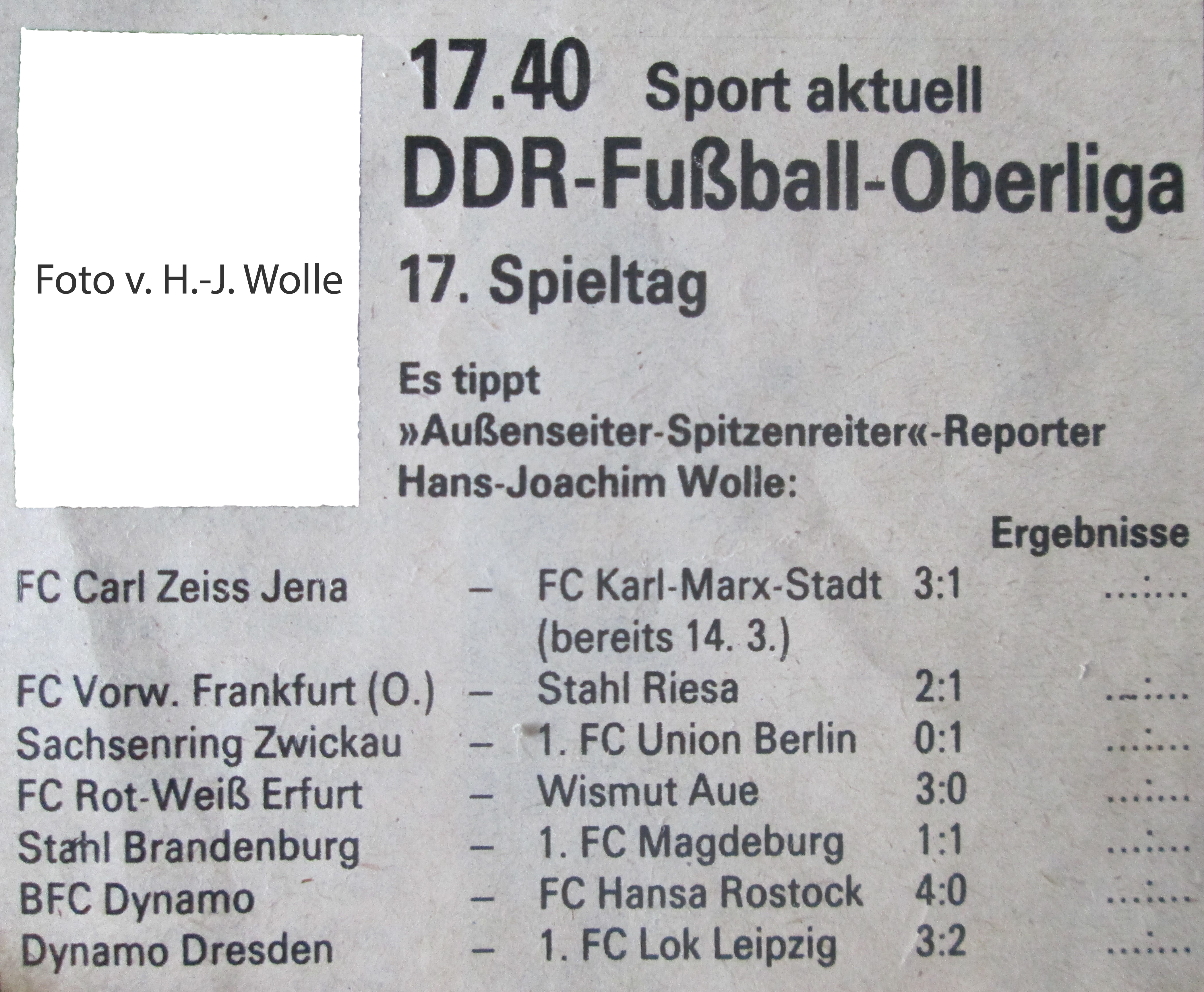
FF dabei; Nr. 11; Programmwoche vom 10. bis 16. März 1986; Programmvorschau für Samstag, den 15. März 1986; 1. Programm; S. 28

## Konzept
Die Studiosendung wurde im Januar 1965 in das Programm aufgenommen und war als Nachfolger bereits zuvor ausgestrahlter Sportsendungen wie „Sportkaleidoskop“ (1956/57), „Sport vom Wochenende“ (1961/62), „Sport-Mix“ und „Sport-Meridiane“ (beide ab 1961) konzipiert. Diese wurden von den Verantwortlichen inhaltlich und qualitativ nicht mehr als ausreichend betrachtet und aus diesem Grund wenig später eingestellt. „Sport aktuell“ galt als Aushängeschild der Sportberichterstattung des DDR-Fernsehens und Ostgegenstück zur „Sportschau“, war eine der beliebtesten Sendungen im DDR-Fernsehen und schwerpunktmäßig auf aktuelle Berichte über die wichtigsten Sportergebnisse des Tages ausgerichtet (u. a. DDR-Fußball-Oberliga, DDR-Rundfahrt). In den Anfangsjahren gab es mehrere wöchentliche Ausgaben der Sendereihe, welche zu bestimmten Anlässen durch nur kurzfristig laufende und inhaltlich anders ausgerichtete Formate ergänzt wurde. Thematisch deckte die Sendung hauptsächlich den Bereich des nationalen und internationalen Leistungssports ab, während der zuvor dominierende Breitensport und der Ratgeberanteil in den Hintergrund traten.

## Sendeplatz
„Sport aktuell“ wurde zu Beginn des Jahres 1965 zunächst sonntags im Vorabendprogramm ausgestrahlt und dauerte ca. 75 Minuten. Außerdem gab es am Sonnabend und Sonntag jeweils eine Spätausgabe, deren Sendezeit variierte. Hinzu kamen gelegentliche Ausstrahlungen innerhalb der Woche. Ab Januar 1966 wurde zusätzlich eine ca. 70 Minuten lange „Sport aktuell“-Sendung am späten Sonnabendnachmittag ausgestrahlt. Mit Einführung des zweiten DDR-Fernsehprogramms wurden die Spätausgaben ab 1969 schrittweise eingestellt.
Mit der Neustrukturierung des DDR-Fernsehens im Zuge einer Programmreform 1972 konzentrierte sich „Sport aktuell“ verstärkt ab Januar 1973 nur noch auf die Wochenendsendungen, während Liveübertragungen innerhalb der Woche unter den Titeln „Halbzeit“ und „Sport am Abend“ gezeigt wurden. Ab März 1990 wurde die Sendung vermehrt auch wieder innerhalb der Woche bzw. im 2. Programm des DDR-Fernsehens ausgestrahlt. Als einzige regelmäßige Sportsendung des DDR-Fernsehens blieb „Sport aktuell“ bis zu dessen Abwicklung Ende 1991 im Programm.

## Erbe
Das Deutsche Rundfunkarchiv verwahrt diese und andere Filmproduktionen des DDR-Fernsehens heute archivisch, auch nutzbar für private Nutzer.

## Moderatoren
Die Sendung besaß keinen festen Stammmoderator, sondern wurde abwechselnd von verschiedenen Sportjournalisten aus dem Studio moderiert. Hinzu kamen Außenreporter und Berichterstatter von einzelnen Sportereignissen. Bekannte Moderatoren von „Sport aktuell“ waren:
- Werner Eberhardt (1965 bis 1991)
- Herbert Küttner (1965 bis 1991)
- Heinz Florian Oertel (1965 bis 1991)
- Dirk Thiele (1970 bis 1991)
- Bodo Boeck
- Eckhard Herholz
- Gottfried Weise